# Frédéric Métézeau
Frédéric Métézeau, né en 1975, est un journaliste français rédacteur en chef de Forbidden Stories depuis le 9 septembre 2024.

## Biographie

### Formation et débuts professionnels
Fils de Philippe Métézeau, Frédéric Métézeau passe une licence d'histoire à la Sorbonne et une licence de journalisme à Assas, avant de poursuivre ses études à l'Institut pratique du journalisme (diplômé de la promotion 2000).
Il est lauréat, en 2000, de la bourse RTL du reportage Jean Baptiste Dumas (du nom du journaliste de la station, décédé lors de l'accident du stade Furiani à Bastia en 1992) où il travaille pendant un an avant d'effectuer quelques piges à BFM Radio.
En contrat à durée déterminée à partir de 2001, il intègre Radio France en 2003 à France Bleu Nord à Lille.

### France Culture
De mars 2008 à août 2011 Frédéric Métézeau présente en semaine le journal de 8 h sur France Culture avec Ali Baddou puis Marc Voinchet. En août 2011 il devient reporter à la rédaction de France Culture, puis est nommé chef du service politique en décembre 2013 à la suite du départ d'Hubert Huertas.
Durant la saison 2014-2015, il propose un billet politique quotidien dans la matinale de Marc Voinchet.
Il est aussi présentateur remplaçant du Secret des sources de Jean-Marc Four le samedi matin à 8 h 10 sur France Culture et du journal de 12 h 30 d'Antoine Mercier.

### France Inter
À compter du 24 août 2015, il est nommé chef du service politique de France Inter, prenant ainsi la suite de Marc Fauvelle.
Le 19 mars 2018, Yaël Goosz le remplace à la tête du service politique de la rédaction de France Inter.
Pendant l'été et les fêtes de 2018, puis à l'été 2019, il présente le 6/9 de France Inter en semaine[réf. nécessaire] .
Le 1er septembre 2019, il prend ses fonctions de correspondant envoyé spécial permanent à Jérusalem pour l'ensemble des chaînes du groupe Radio France – fonctions qu'il assumera jusqu'au 1er septembre 2023.
En 2023, il intègre la Cellule investigation de Radio France à Paris, pour laquelle il avait déjà réalisé plusieurs enquêtes en France et en Israël.

### Forbidden Stories
Le 9 septembre 2024, après 25 ans de radio, il prend ses fonctions de rédacteur en chef de Forbidden Stories, une rédaction  - à but non lucratif - unique au monde, qui protège le travail de journalistes menacés et dont les journalistes poursuivent les enquêtes des reporters réduits au silence.

## Journalisme d'enquête
En 2022 et début 2023, dans le cadre d'un projet Story Killers, il enquête (avec Gur Megiddo, journaliste d'investigation du journal The Marker, et Omer Benjakob, journaliste d'investigation du journal Haaretz) sur une officine se présentant comme basée en Israel et constituée d'« anciens officiers de l'armée ou des services de renseignements israéliens, des experts en information financière, en questions militaires, en guerre psychologique, ou en médias sociaux » ; groupe spécialisée dans la vente de prestations de mise sur écoute illégale, d'influence, d'ingérence, de manipulation électorale et de désinformation grâce à des outils numériques très performants. Selon cette enquête, des membres de ce groupe baptisé pour la circonstance de l'enquête Team Jorge (Jorge étant l'un des pseudonymes de Tal Hanan, dirigeant de deux officines de sécurité et de renseignement, Sol Energy et Denoman) ont affirmé que cette entité était intervenue « dans 33 campagnes électorales au niveau présidentiel. Les deux-tiers d'entre elles en Afrique anglophone et francophone. Vingt-sept ont été un succès ». 
L'enquête révèle que Team Jorge et le lobbyiste français Jean-Pierre Duthion avaient diffusé sur les réseaux sociaux des informations biaisées, voire fausses, presentées sur son antenne par le journaliste de BFM TV Rachid M'Barki. Ces dernières étaient, par exemple, relatives aux sanctions contre les oligarques russes après le déclenchement de la guerre en Ukraine. À la suite de ces révélations, Rachid M'Barki est licencié de BFM TV.
D'autre part, l'entreprise israélienne de communication Percepto International pratique le même type d'opérations que Team Jorge. Ainsi, Percepto orchestre une vaste campagne de désinformation contre le CICR au Burkina-Faso, à la demande du président burkinabé Roch Marc Christian Kaboré. L'hebdomadaire français Valeurs Actuelles a publié une tribune d'un expert français en relations internationales, Emmanuel Dupuy accusant le CICR de parrainer involontairement le terrorisme. Emmanuel Dupuy dit avoir été informé par Samuel Sellem, un franco-israélien conseiller spécial du président Kaboré en matière de communication. À la suite de ces révélations, Frédéric Métézeau est auditionné par des commissions d'enquêtes de l'Assemblée nationale et du Parlement européen. Story Killers a reçu un Online Journalism Award 2023 récompensant l'excellence en matière de projet collaboratif.

### Autres engagements
- Délégué du Syndicat national des journalistes à Radio France de 2004 à 2009[12].
- Vice-président de l'Association de la presse ministérielle (APM)[13].

### Ouvrages
- Vieux renards et jeunes loups, L'Archipel, septembre 2019, 419 p. (ISBN 9782809825879, présentation en ligne)

- Frédéric Métézeau et Berthe Badehi, Nous n'avons jamais été des enfants, Stock, octobre 2021, 162 p. Il s'agit du récit à quatre mains de la vie de Berthe Badehi née en 1932 de parents polonais, juifs et communistes. Cachée chez une fermière catholique pendant la guerre, elle est ensuite partie vivre à Jérusalem[14],[15].